# Pablo Páez
Pablo Páez Riva (Buenos Aires, 1961) es un dibujante, ilustrador, historietista, docente y artista argentino. Ha publicado sus obras en distintos países.

## Biografía
Hijo del ilustrador Roberto Páez.  A los 14 años obtiene el primer premio de “Afiches sobre la Paz” del Instituto Nacional de Idioma.
Comenzó sus estudios de arte con Aída Carballo, dibujo y grabado; con Pipo Ferrari y Carlos Gorriarena, pintura; y en la Escuela Nacional de Bellas Artes Manuel Belgrano.
Entre 1985-1993 estudió en la "Ecole Régionale d'art d'Angoulême", Francia.

## Trayectoria
Publicó regularmente ilustraciones e historietas en importantes medios de la prensa escrita. Sus dibujos fueron publicados en los diarios Clarín, La Razón y Sur en Argentina; Il Manifesto y L'Unità de Italia; L'Humanité de Francia; y en las revistas Noticias, El Gráfico, El Periodista, Fierro, Lancio, Totem de España, A'Suivre y Biofutur de Francia.
Fue creador de la Escuela Argentina de Historietas, en 1990. También estuvo a cargo de la cátedra de escultura en la Escuela Nacional de Bellas Artes Prilidiano Pueyrredón.
En 1991 ilustra “Yaguareté” de Ricardo Barreiro. El mismo año recibió la Mención Artista Joven del Premio ICI de Fin de Siglo.
Fue galardonado, con el premio de arte Georges Braque 1992. Y becado por el gobierno de Francia, para residir un año y medio en ese país, fue invitado al Festival de la “Bande Dessinée” en Angouléme y dictó los seminarios titulados "Réalisation d’une B. D." en l’Atelier d’Art en la comuna de Conflans Sainte Honorine, París.

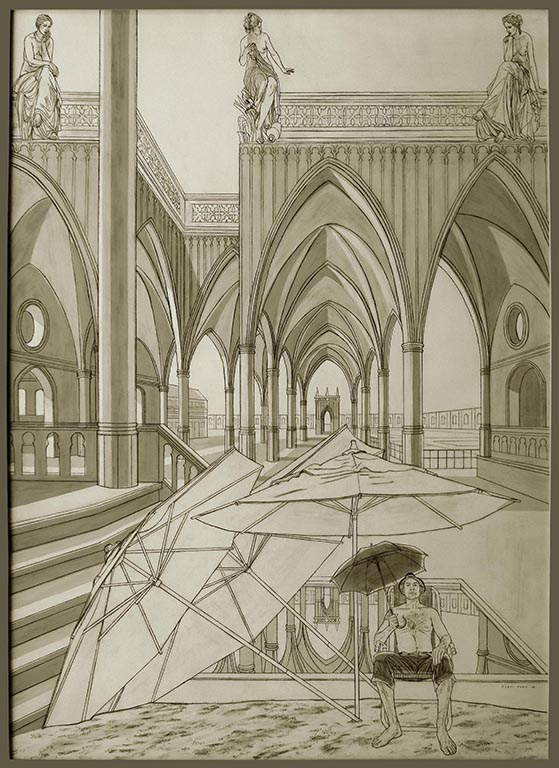
Perspectiva Meteorológica, 2009 dibujo, fondo base(tres valores) sobre madera y carbón barnizado tono, 180 x 250 cm.

Formó parte del equipo de Polo  Fabián Polosecki  con ilustraciones y páginas de historietas para el programa televisivo de culto “El Otro Lado” emitido por ATC, Argentina Televisora Color, que en 1993 obtuvo el premio “Revelación” y como “Mejor programa periodístico” en 1993 y 1994 en los premios Martín Fierro.
Dirigió animaciones de videos musicales para MuchMusic y MTV, recibiendo la estatuilla de "Mejor Videoclip '96" del "X Lauros Sin Cortes” con el clip "Paloma". En el campo de las series televisivas, contribuyó en “Casa Infinito”, “De a Dos” y “El Otro Lado”.
En 1998 trabajó por un breve período para el diario Perfil donde creó la tira “Lucio abajo”. También en 1998 la Belenky Gallery, Soho, Nueva York organizó una muestra de sus trabajos.
En 2001 fundó en Buenos Aires la Universidad del Cómic, con el auspicio de la Organización de Estados Iberoamericanos y el Gobierno de la Ciudad de Buenos Aires, que fue declarada de Interés Nacional y Parlamentario por la Cámara de Diputados de la Nación.
En 2002 Asumió el cargo de Jefe de Gabinete de Grabado y Estampas en la Dirección de Posgrado de la Escuela Superior de Bellas Artes de la Nación Ernesto de la Cárcova donde dirigió el "1° Simposio de Historieta, Encuentro Interplanetario de Literatura Ilustrada y Humor" en 2004.
En 2004 recibe el primer premio adquisición, por su dibujo "Montes de Oca" (carbón sobre madera) en el Salón de Artes Plásticas Manuel Belgrano del Museo de Artes Plásticas Eduardo Sívori.
Ilustra a Edgar Allan Poe en “El método del Dr. Alquitrán y el profesor Pluma” publicado en 2005.  Y en 2006 se publica, con sus ilustraciones, El hombre de la arena y La casa vacía de E. T. A. Hoffmann, con la traducción al español de Nicolás Gelormini.
En 2006 recibió el Primer Premio Adquisición del Salón Nacional de Artes Visuales con la obra "Escala y Rueda"

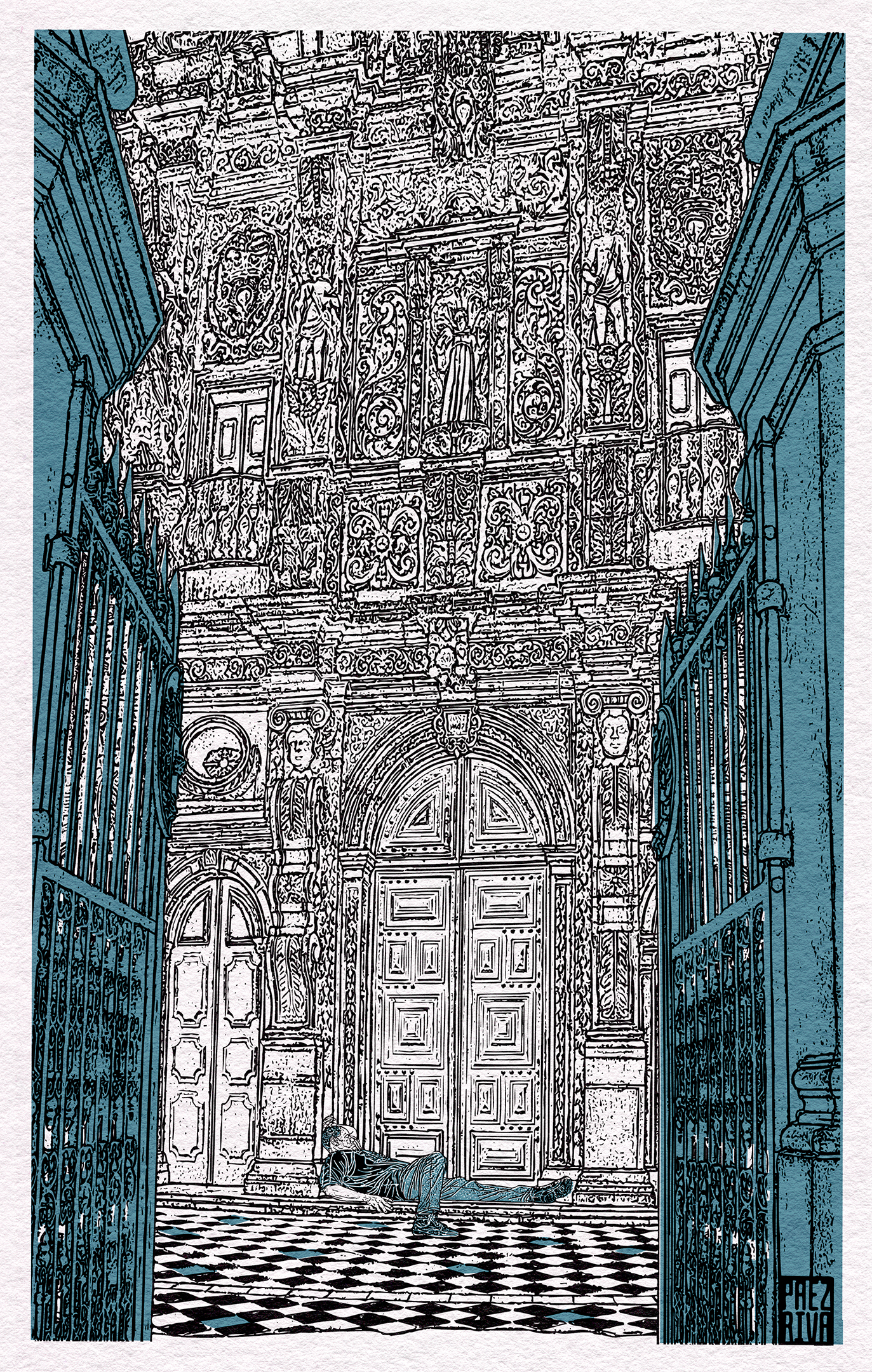
Golpeando las puertas del cielo - Grabado en linóleo 60x95cm 2009

En 2009 con su trabajo titulado "Perspectiva Meteorológica" obtiene el Gran Premio Adquisición de Dibujo del Salón Nacional de Artes Visuales 98.ª edición en el Palais de Glace - Palacio Nacional de las Artes. 
Algunas de sus obras integran la colección permanente del Museo Internacional de Electrografía de Castilla-La Mancha.
|  |  |  |

## Exposiciones individuales
Realizó las siguientes muestras:
- Blanco y negro, Prix D’Ami Bar.(1986)
- Figuras multiplicadas, Instalación, Casal de Catalunya (1992)

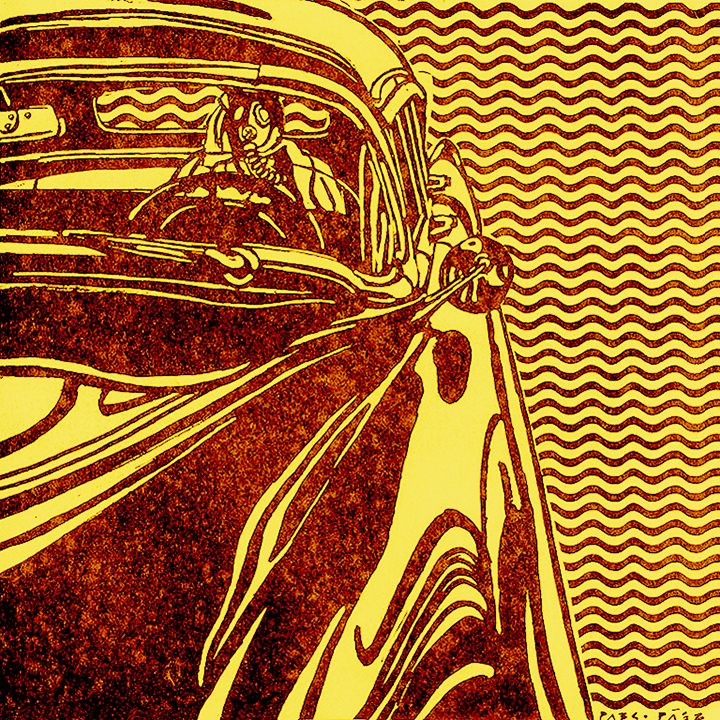
Pablo Páez - AUTOMOBILE 1991. Técnica mixta 100 x 100 cm. Del catálogo de la muestra Ezcurra Páez Rodríguez en Galería Sara García Uriburu

- Trazos en llamas, Centro Cultural Recoleta (1994)
- Ese claro-oscuro deseo, Centro Cultural Trapalanda, Río Cuarto, Córdoba (1995)
- Tierra de siena cultivada, Centro Cultural Recoleta. Proporciones proposiciones, Galería Gara (1996)
- Constante contraste, Galería Artistas Argentinos, Centro Cultural del Andino Córdoba (1997)
- Cuadro a cuadro, Centro Cultural Recoleta (2000)
- Obra sobre papel obra, Empatía, Espacio de Arte (2008)
- Monocromo, Salón Nicolás Jamardo, COF y BCF (2010)
- Muestra número 100 del ciclo “La Línea Piensa”, Centro Cultural Borges (2018)[21]
- Páez Riva a Roma "Appunti di Viaggio", Associazione Culturale Artheka 32, Lido Di Ostia, Italia (2019).[22]
- Metamorfosis, con Valeria Costantini, Innova, Punta del Este, Uruguay (2020).[23]

|  |  |  |

## Premios
A lo largo de su trayectoria ha recibido los siguientes premios:
- Primer premio, Afiches Sobre la Paz, Instituto Nacional de Lenguas (1975)
- Mención Artista Joven del Premio ICI de Fin de Siglo (1991)
- Primer premio Georges Braque (1992)
- Tercer premio del XLVII Salón Municipal Manuel Belgrano de Dibujo (2002)
- Primer premio de dibujo XLIX Salón de Artes Plásticas Manuel Belgrano (2004)
- Primer premio de dibujo 95° Salón Nacional De Artes Visuales (2006)
- Gran premio del 98° Salón Nacional De Artes Visuales (2009)[25]